# Henry Schultz House
La Henry Schultz House è una residenza storica situata a Winnetka, Illinois, progettata dall'architetto George Washington Maher nel 1907. L'edificio è un esempio significativo della Prairie School, un movimento architettonico emerso agli inizi del XX secolo che cercava di armonizzare le costruzioni con l'ambiente naturale circostante. La Henry Schultz House è stata inclusa nel National Register of Historic Places grazie alla sua rilevanza storica e architettonica.

## Storia
La casa fu commissionata da Henry Schultz, un imprenditore locale, ed è una delle opere rappresentative di George W. Maher, un architetto influente nella progettazione di edifici in stile Prairie. Maher, spesso associato a Frank Lloyd Wright, sviluppò un linguaggio stilistico unico che enfatizzava elementi naturali, proporzioni geometriche e motivi decorativi armonizzati.
La Henry Schultz House è parte integrante del movimento della "democratic architecture" promosso da Maher, che mirava a creare spazi abitativi confortevoli e ben progettati per la classe media americana.

## Architettura
La residenza presenta elementi distintivi dello stile Prairie, tra cui:
- Linee orizzontali marcate, che evocano il paesaggio delle praterie circostanti.[1]
- Tetti a bassa pendenza con ampi sporti.[1]
- Finestre raggruppate per favorire la luce naturale e l'integrazione visiva con l'ambiente esterno.[1]
- Materiali naturali, come legno e pietra, utilizzati sia all'interno che all'esterno per creare un senso di continuità con il paesaggio.[1]

Un aspetto caratteristico del design di Maher è l'uso di motivi floreali e geometrici ripetuti in dettagli come le vetrate colorate, le decorazioni delle pareti e i mobili su misura.

## Contesto storico e importanza
La Henry Schultz House è stata riconosciuta come un esempio iconico del contributo di Maher all'architettura residenziale americana. Essa incarna i principi del movimento Prairie e riflette il desiderio di Maher di creare un'architettura accessibile e significativa per le famiglie borghesi dell'epoca. Inoltre, la casa si inserisce in un contesto culturale e urbanistico che valorizzava lo sviluppo di sobborghi pianificati con attenzione al design e all'armonia ambientale.

## Conservazione
La casa è stata oggetto di diversi sforzi di conservazione per preservarne l'integrità architettonica e storica. Nel corso degli anni, è stata utilizzata come esempio educativo per architetti, storici e appassionati di architettura.
La Henry Schultz House continua a essere un punto di riferimento per lo studio dell'architettura Prairie e per il suo contributo all'evoluzione dell'architettura americana.